# مذبحة هانجيرفورد
مذبحة هانجيرفورد كانت سلسلة من عمليات إطلاق النار العشوائية في هانجيرفورد ، بإنجلترا ، في 19 أغسطس 1987 ، عندما قام مايكل روبرت رايان ، وهو تاجر عتيق بارع وعاطل ، بقتل 16 شخصًا ، من بينهم ضابط شرطة ، قبل أن يقتل نفسه.
وقعت عمليات إطلاق النار ، التي إرتُكبت باستخدام مسدس وبندقيتين نصف أوتوماتيكيتين ، في عدة مواقع ، بما في ذلك مدرسة كان قد حضرها ذات مرة. كما تم إطلاق النار على 15 شخصًا آخرين ولكنهم نجوا. ولم يثبُت أي دافع قوي لعمليات القتل على الرغم من ان أحد الاخصائيين النفسيين قد رأي ان دافع رايان للمذبحة كان شكلا من اشكال الغضب والازدراء للحياة العادية المحيطة به ، والتي لم يكن هو نفسه جزءًا ملموسًا منها.